# Seznam majáků v Polsku
Námořní majáky v Polsku se nacházejí na pobřeží Baltského moře v Západopomořanském vojvodství a v Pomořanském vojvodství. V současné době je patnáct majáků na pobřeží Baltského moře od Svinoústí až po Krynici Morskou na Viselské kose. Dva majáky se nacházejí u polárních stanic v Arktidě a Antarktidě.
| Název majáku   | Obrázek | Stav      | Souřadnice                 | Výška věže (m) | Výška světla (m n. m.) | Charaktristika | Admirality | NGA      | ARLHS   | Dosah                                     |
| -------------- | ------- | --------- | -------------------------- | -------------- | ---------------------- | -------------- | ---------- | -------- | ------- | ----------------------------------------- |
| Svinoústí      |         | aktivní   | 53°54′57,6″N 14°17′03,0″E  | 64,8           | 68                     | Oc WR 5s       | C2668      | 116-6116 | POL-019 | Bílé :25 nm (46 km) červené: 9 nm (17 km) |
| Kikut          |         | aktivní   | 53°58′59″N 14°34′56″E      | 18,2           | 91,5                   | Iso W 10s.     | C2892      | 6496     | POL-011 | 16 nm (30 km)                             |
| Niechorze      |         | aktivní   | 32°49′41.25″N 34°58′0.56″E | 45             | 62,8                   | Fl W 10s.      | C2904      | 6520     | POL-014 | 20 nm (37 km)                             |
| Kolobřeh       |         | aktivní   | 54°11′17″N 15°33′22″       | 26             | 33                     | Fl W 3s.       | C2906      | 6552     | POL-012 | 16 nm (30 km)                             |
| Gąski          |         | aktivní   | 32°9′56.9″N 34°47′33.35″E  | 49,80          | 51,10                  | Oc (3) W 15s.  | C2914      | 6560     | POL-004 | 23,5 nm (37,8 km)                         |
| Darłowo        |         | aktivní   | 54°26′31″N 16°22′51″E      | 21             | 19,70                  | F Occ(2) W 15s | C2918      | 6564     | POL-003 | 15 nm (24 km)                             |
| Jarosławiec    |         | aktivní   | 54°32′30″N 16°32′41″E      | 33,30          | 50,20                  | Fl (2) W 9s.   | C2926      | 6580     | POL-009 | 23 nm (43 km)                             |
| Ustka          |         | aktivní   | 54°35′22″N 16°51′25″E      | 19,50          | 22,2                   | Oc W 6s.       | C2930      | 6584     | POL-020 | 18 nm (33 km)                             |
| Czołpino       |         | aktivní   | 54°43′05.7″N 17°14′28.9″E  | 25,2           | 75                     | LFl Fl W 8s.   | C2940      | 6616     | POL-002 | 21 nm (39 km)                             |
| Stilo          |         | aktivní   | 54°47′12″N 17°44′02″E      | 33,4           | 75                     | Fl (3) W 12s.  | C2954      | 6632     | POL-017 | 23,5 nm (43,5 km)                         |
| Rozewie        |         | aktivní   | 54°49′54″N 18°20′20″E      | 32,7           | 83                     | Fl W 3s.       | C2960      | 6636     | POL-016 | 26 nm (48 km)                             |
| Rozewie II     |         | neaktivní | 54°49′00″N 18°20′00″E      | 23,8           |                        |                |            |          | POL-038 |                                           |
| Jastarnia      |         | aktivní   | 54°42′01″N 18°40′58″E      | 17             | 22                     | Iso W 4s.      | C2965      | 6664     | POL-010 | 15 nm (28 km)                             |
| Hel            |         | aktivní   | 54°36′06″N 18°48′56″E      | 40             | 41                     | Iso W 5s.      | C2968      | 6672     | POL-008 | 17 nm (27 km)                             |
| Gdaňsk         |         | aktivní   | 54°23′59″N 18°41′47″E      | 61             | 56                     | Fl (3) W 9s.   | C3080.8    | 6968     | POL-007 | 25 nm (46 km)                             |
| Krynica Morska |         | aktivní   | 54°23′13″N 19°27′12″E      | 26,50          | 53                     | FI(2) W 12s    | C3090      | 6996     | POL-013 | 18 nm (33 km)                             |
| Sopoty         |         |           | 54°26′43″N 18°34′13″E      | 39             | 25                     | Fl W 4s        | C3046      | 6844     | POL-034 | 7 nm (13 km)                              |

| Název majáku | Obrázek | Stav    | Souřadnice            | Výška věže (m) | Výška světla (m n. m.) | Charaktristika | Admirality | NGA      | ARLHS   | Dosah                                        |
| ------------ | ------- | ------- | --------------------- | -------------- | ---------------------- | -------------- | ---------- | -------- | ------- | -------------------------------------------- |
| Arctowský    |         | aktivní | 62°09′35″S 58°27′55″W | 6              | 20                     | FI W 9s        | G1387.4    | 111–2728 | SSI-001 | 8 nm (14,8 km)                               |
| Hornsund     |         | aktivní | 77°00′00″N 15°33′00″E | 5,30           | 7                      | FI WR 10s      |            |          |         | červené: 9 nm (16,6 km), bílé 8 nm (14,8 km) |